# Drosophila paramediostriata
Drosophila paramediostriata är en tvåvingeart som beskrevs av Townsend och Wheeler 1955. Drosophila paramediostriata ingår i släktet Drosophila och familjen daggflugor.

## Utbredning
Artens utbredningsområde är Västindien.